# Proteles cristata
Il protele (Proteles cristata Sparrman, 1783) è un piccolo mammifero carnivoro, più precisamente insettivoro, originario dell'Africa orientale e meridionale. È l'unica specie del genere Proteles I. Geoffroy Saint-Hilaire, 1824.

## Descrizione

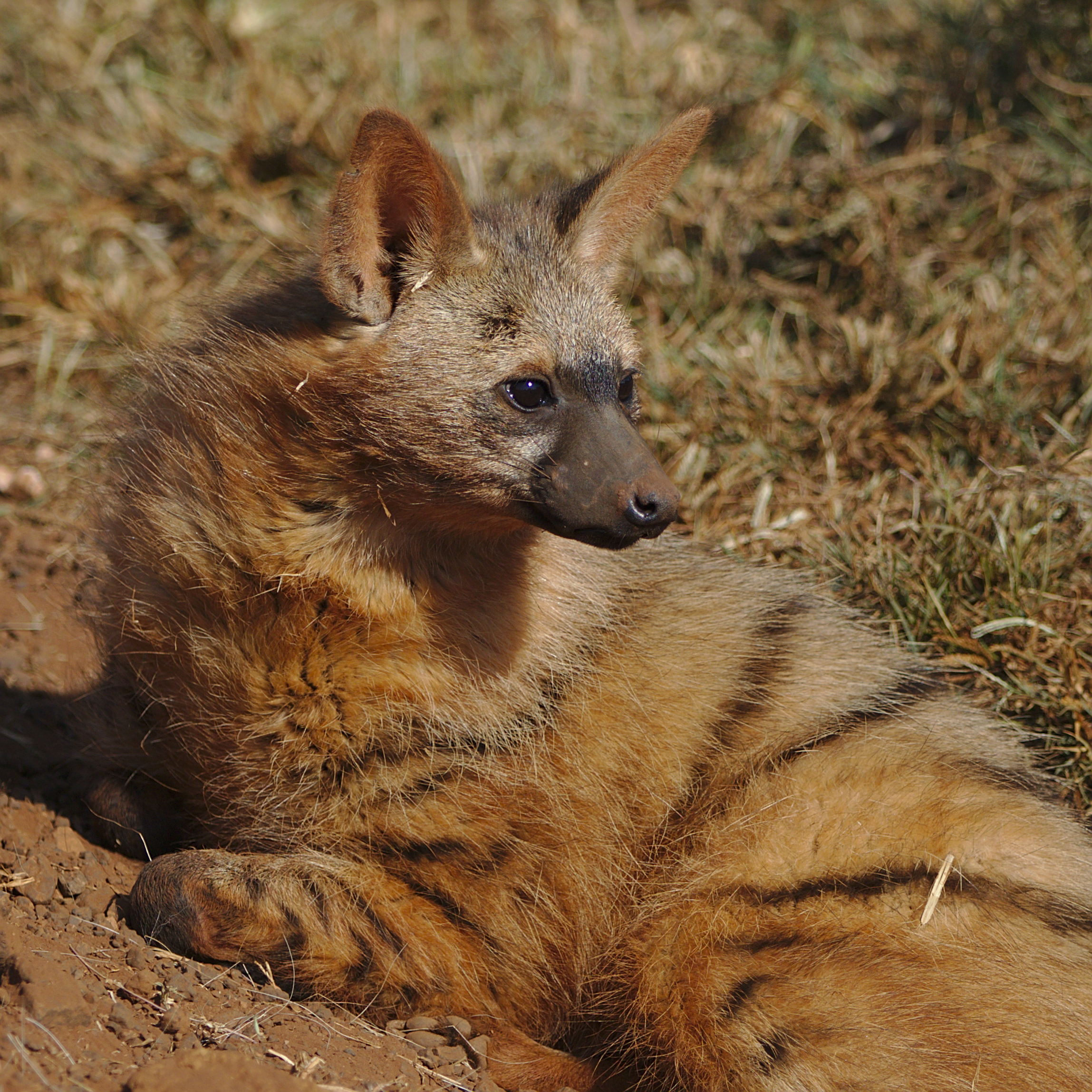
Esemplare in una riserva naturale in Sudafrica

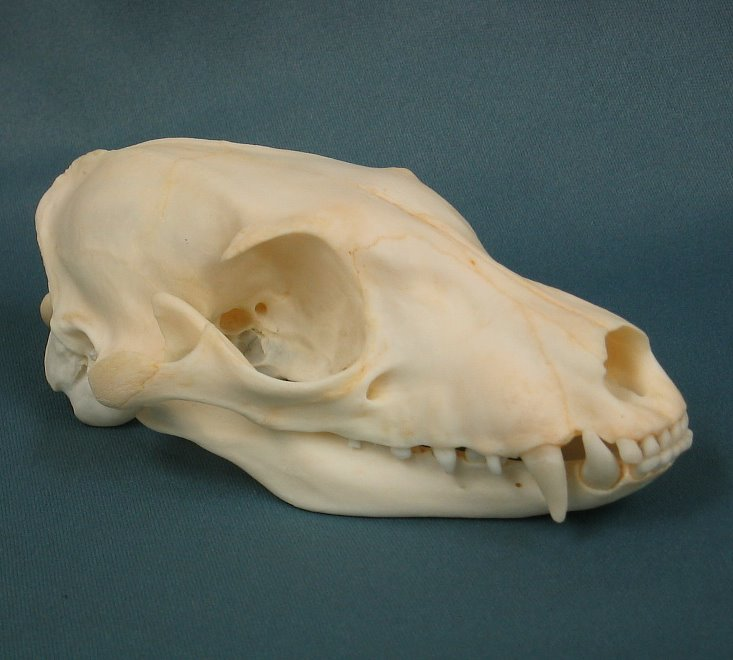
Cranio di protele

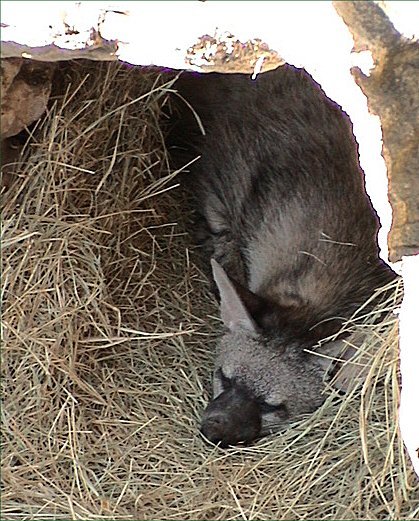
Esemplare allo Zoo di San Antonio

Il protele è un membro della famiglia degli Ienidi; le sue uniche differenze dalla vera iena sono le seguenti: zampe anteriori con cinque dita invece di quattro, orecchie relativamente più grandi e muso più stretto. Anche le mandibole e i denti sono più deboli di quelli della vera iena. Il corpo, un po' più grande di quello di una volpe, ossia 48–50 cm alle spalle, pesa dai 9 ai 14 kg. Il pelo ha un colore giallo-grigio, con strisce nere, tranne le zampe che, al disotto del ginocchio, sono completamente nere. Inoltre il pelo è lungo sul dorso e sul collo. Questa specie di criniera è di solito liscia e appiattita, ma quando il protele è spaventato i peli si drizzano intorno al collo o, in casi estremi, su tutta la linea mediana del dorso. Il nome afrikaans del protele, aardwolf, significa «lupo di terra».

## Distribuzione e habitat
In Africa il protele occupa un areale disgiunto: le due grandi aree in cui esso è suddiviso, una nell'Africa orientale e nord-orientale e l'altra nell'Africa meridionale, distano tra loro 1500 km. La distribuzione è determinata in gran parte dall'areale delle termiti del genere Trinervitermes, che costituiscono la principale fonte di cibo del protele.
L'areale settentrionale si estende dalla Tanzania centrale all'Uganda nord-orientale, all'Etiopia e alla Somalia, per poi restringersi lungo le coste di Eritrea e Sudan fino a raggiungere l'estremità sud-orientale dell'Egitto (Triangolo di Hala'ib). La presenza nel Gibuti è dubbia. Un esemplare investito da un veicolo trovato nei pressi di Mbatwa, sui Monti Udzungwa, nel 2002, è probabilmente il rappresentante settentrionale spintosi più a sud di cui siamo a conoscenza.
L'areale meridionale si estende su gran parte dell'Africa meridionale, fino a comprendere l'Angola sud-occidentale, lo Zambia meridionale (a sud del fiume Kafue) e il Mozambico sud-occidentale, ma la specie è del tutto assente da Malawi, Tanzania meridionale e gran parte dello Zambia. Nel Lesotho la presenza della specie non è mai stata accertata, ma la sua esistenza è probabile.

## Biologia

### Alimentazione
Il protele è un animale timoroso, notturno, che raramente è possibile vedere allo stato libero. La sua dieta altamente specializzata consiste principalmente di poche specie di termiti (del genere Trinervitermes). Il protele sembra localizzare la sua preda soprattutto dal rumore, ma la secrezione, dall'odore intenso, emessa per difesa dalle termiti soldato, costituisce per lui uno stimolo in più. Le termiti vengono catturate con rapidi movimenti della lunga lingua. Poiché la saliva che copre la lingua è appiccicosa, insieme al cibo viene ingerita anche una gran quantità di terra.
Il comportamento del protele - inclusi il tempo di massima attività, il sistema di nutrimento e il sistema sociale - è influenzato dalla sua dipendenza dalle termiti. Per la maggior parte dell'anno i periodi di attività del protele sono simili a quelli delle Trinervitermes, che sono poco pigmentate e non possono esporsi alla luce del sole, per cui vengono fuori nel tardo pomeriggio e nella notte. Le termiti si nutrono in colonna e il protele può leccarne una gran quantità in una sola volta. Certi eventi stagionali, come l'inizio delle piogge nell'Africa orientale e le fredde temperature del pieno inverno nell'Africa meridionale, sembrano limitare l'attività delle termiti. Allora i proteli spesso trovano un cibo alternativo nelle termiti più grandi della specie Hodotermes mossambicus, che sono più pigmentate e che si possono trovare anche durante il giorno localmente distribuite nelle vaste aree in cui si nutrono. Queste termiti non rappresentano la fonte di cibo preferita durante l'anno, poiché sono attive soprattutto in inverno e perché gli individui che si nutrono sono distribuiti in aree più ampie delle Trinervitermes.
I proteli possono mangiare altri insetti oltre alle termiti o alle formiche e in qualche caso particolare piccoli mammiferi, uccelli di nido o carogne, che però costituiscono una parte minima della loro dieta.

### Comportamento
I proteli cacciano solitari. Questo perché le Trinervitermes si nutrono in piccoli e fitti gruppi di 25–100 cm, attraverso un'area vasta. Una coppia adulta di proteli occupa un'area di 1–2 km² con la sua ultima cucciolata. Un protele intruso può venire cacciato via fino a una distanza di 400 m, e se l'intruso si trattiene si tengono dei combattimenti molto seri. La maggior parte dei combattimenti hanno luogo durante la stagione degli amori, nella quale se ne verificano uno o due alla settimana. I combattimenti sono accompagnati da latrati rauchi o da una specie di ruggito con la criniera e i peli della coda completamente sollevati. A parte gli incontri aggressivi, il sistema territoriale sembra essere mantenuto anche attraverso la demarcazione.
Ambedue i sessi hanno ghiandole anali ben sviluppate che possono venire estroflesse per lasciare una piccola scia nera di circa 5 mm di lunghezza, sui fili d'erba, di solito vicino a un termitaio. I proteli lasciano i segnali olfattivi di demarcazione durante la notte mentre vanno in giro nei loro territori di caccia. Quando si muovono all'interno dei loro territori, essi lasciano segnali odorosi solamente una volta ogni circa 20 minuti, passando sopra a vecchie tracce olfattive o intorno alle tane e ai mucchi di letame, dove essi lasciano un segnale olfattivo fino a cinque volte in una sola visita. La frequenza dei segnali aumenta in modo drastico quando stanno nutrendosi o pattugliando i confini del territorio, lasciando un segnale ogni 50 m. In questo modo un individuo può depositare 120 segnali in due ore. Questa alta frequenza dei segnali è ancor più pronunciata durante la stagione dell'accoppiamento.

### Riproduzione

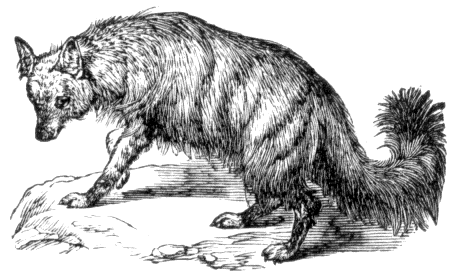
Raffigurazione di Proteles cristatus.

Le tane possono essere vecchie tane di oritteropo o di porcospino, o spaccature nella roccia, ma più spesso sono dei buchi dalle dimensioni tipiche, che il protele stesso può avere scavato od ottenuto allargando la tana di una lepre saltatrice.
I proteli spesso visitano le vecchie tane, ma ne usano solo una o due contemporaneamente e cambiano tana dopo un periodo che va da un mese a sei settimane. Durante la stagione fredda essi si recano nella tana dopo il tramonto e dormono qualche ora. In estate restano fuori dell'ingresso della tana di notte e vanno sottoterra durante il giorno. Sebbene i proteli abbiano un rigoroso sistema territoriale, molti maschi sono inclini a spostarsi nei territori adiacenti, soprattutto durante la stagione delle nascite, quando i maschi residenti, come i maschi confinanti, possono accoppiarsi con le femmine. I piccoli, di solito 2-4, nascono in primavera o in estate. Vengono alla luce con gli occhi aperti ma sono indifesi ed escono dalla tana sotterranea solo dopo 6-8 settimane.
Durante i primi pochi mesi, quando i piccoli sono ancora nella tana, il maschio può trascorrere fino a sei ore per notte a guardia della tana, mentre la femmina esce in cerca di cibo. A circa 3 mesi di età i piccoli iniziano a nutrirsi di termiti, accompagnati almeno da uno dei due genitori; più tardi, verso i 4 mesi, essi possono passare gran parte della notte nutrendosi da soli. Di solito dormono nella stessa tana della madre, mentre il maschio può dormire con loro o in un'altra tana. All'inizio della successiva stagione della riproduzione, i giovani si allontanano dal territorio dei loro genitori e, quando nasce la nuova generazione, iniziano a nutrirsi in aree lontane dalla tana: la maggior parte dei quasi-adulti si è già allontanata dalla zona.
Nonostante questa migrazione annuale dei proteli, il ripopolamento delle aree per loro adatte è molto limitato dalla persecuzione umana. I proteli sono stati uccisi talvolta a fucilate nell'errata credenza che attaccassero il bestiame.
Un protele può mangiare fino a 200.000 termiti in una notte e poiché le Trinervitermes rappresentano una vera rovina per gli allevamenti di bestiame, la specie merita di essere protetta nelle aree in cui si trova in condizioni di essere minacciata.